# Raffaello Pacini
Raffaello Pacini (Pistoia, 1899 – Pistoia, 1964) è stato un regista e sceneggiatore italiano.

## Filmografia

### Regista
- La monaca di Monza (1947)
- Lorenzaccio (1951)
- La tragica notte di Assisi (1961)

### Sceneggiatore
- La monaca di Monza, regia di Raffaello Pacini (1947)
- Lorenzaccio, regia di Raffaello Pacini (1951)
- Porta un bacione a Firenze, regia di Camillo Mastrocinque (1956)
- La battaglia di Maratona, regia di Jacques Tourneur e Bruno Vailati (1959)
- La tragica notte di Assisi, regia di Raffaello Pacini (1961)
- Frenesia dell'estate, regia di Luigi Zampa (1964)